# Semenkare Nebnuni
Semenkare Nebnuni (cũng đọc là Nebnun và Nebnennu) là một pharaon được chứng thực nghèo nàn thuộc giai đoạn đầu vương triều thứ 13 trong Thời kỳ Chuyển tiếp thứ Hai của Ai Cập. Theo nhà Ai Cập học Darrell Baker và Kim Ryholt, Nebnuni là nhà vị vua thứ chín của vương triều thứ 13. Mặt khác, Jürgen von Beckerath và Detlef Franke lại xem ông là vị vua thứ 8 của vương triều này.

## Chứng thực
Tên của Nebnuni được ghi lại trong bản Danh sách Vua Turin ở cột thứ 7, dòng thứ 11. Độ dài triều đại của ông đã hầu như đã bị mất trong một chỗ khuyết của cuộn giấy cói ngoại trừ đoạn cuối: "[...] và 22 ngày". Sự chứng thực duy nhất cùng thời của Nebnuni đó là một tấm bia bằng sứ cho thấy nhà vua phía trước Ptah "Phía Nam bức tường của ngài", và trên mặt kia là trước Horus, "Chúa tể của những xứ sở ngoại bang".
Tấm bia này còn khắc tên nomen và prenomen của Nebnuni. Nó được phát hiện tại Gebel el-Zeit nằm trên bờ biển Đỏ thuộc Sinai, tại đây có các mỏ galena.

## Triều đại
Nhà Ai Cập học Kim Ryholt cho rằng triều đại của Nebnuni kéo dài 2 năm từ năm 1785 TCN cho tới năm 1783 TCN. Mặt khác, các nhà Ai Cập học như Rolf Krauss, Detlef Franke và Thomas Schneider lại cho rằng triều đại của Nebuni chỉ kéo dài trong 1 năm vào năm 1739 TCN.
Mặc dù có ít thông tin được biết đến về triều đại của Nebnuni, sự tồn tại của tấm bia của ông cho thấy rằng trong giai đoạn này, các vị vua thuộc vương triều thứ 13 vẫn nắm giữ được đủ quyền lực để tổ chức các cuộc thám hiểm mỏ tới bán đảo Sinai nhằm mục đích cung cấp nguyên vật liệu cho những công trình xây dựng và tạo ra những đồ vật xa xỉ. 
Cuối cùng, Ryholt chỉ ra sự thiếu vắng của các mối liên kết hoàng gia giữa Nebnuni và vị tiên vương của ông. Do vậy ông ta kết luận rằng Nebnuni có thể đã cướp ngôi.